# Jonathan Maicelo
Jonathan Maicelo Román (El Callao, 10 de agosto de 1983) es un exboxeador peruano.

## Peleas destacadas
El 5 de abril de 2013, el ruso Rustam Nugaev, que venía de dos años sin pelear, derrotó a Maicelo. La derrota se dio por nocaut en el octavo round de una pelea pactada a 12 por estar en juego el título de los ligeros de Estados Unidos. Con esta pelea Maicelo no solo perdió la oportunidad de colgarse un cinturón sino que rompió el invicto de su récord en 19 peleas profesionales.
El 12 de julio de 2014, Jonathan Maicelo derrotó al armenio Art Hovhannisyan en el cuadrilátero del Little Creek Casino Resort en Shelton Washington. El peruano dominó gran parte del combate, con fuertes golpes y ganchos en el rostro de Art Hovhannisyan. Incluso, el armenio cayó a la lona en el noveno asalto. Sin embargo, Maicelo ganaría por decisión dividida.

## Palmarés
| Título                                   | Sede                 | Año  |
| ---------------------------------------- | -------------------- | ---- |
| Medalla de plata Juegos Bolivarianos     | Ecuador              | 2001 |
| Medalla de plata Pre-Torneo Panamericano | México               | 2003 |
| Cuartos de final Juegos Panamericanos    | República Dominicana | 2003 |
| Semifinales Pre-Torneo Olímpico          | Brasil               | 2004 |
| Cinturón Latino                          | Perú                 | 2009 |
| Campeonato Latinoamericano ligero AMB    | Perú                 | 2012 |

## Récord profesional
| 26 Ganadas (13 KOs), 3 Derrota, 1 Anulada |        |                            |                         |             |        |                                                    |                                                  |
| Res.                                      | Record | Oponente                   | Tipo                    | Rd., Tiempo | Minuto | Localidad                                          | Notas                                            |
| G                                         | 26–3–1 | Angel Granados             | 16 de diciembre de 2017 | RTD 6 (10)  | 3:00   | Estadio Municipal de Surquillo, Lima               |                                                  |
| D                                         | 25–3–1 | Raymundo Beltrán           | 20 de mayo de 2017      | KO 2 (12)   | 1:25   | Madison Square Garden, New York                    |                                                  |
| G                                         | 25–2–1 | Jose Felix Jr              | 17 de febrero de 2017   | UD 10       | 3:00   | Don Haskins Convention Center, El Paso             |                                                  |
| G                                         | 24–2–1 | Ramesis Gil                | 14 de mayo de 2016      | UD 8        | 3:00   | PA Sheet Metal Workers Hall, Philadelphia          |                                                  |
| G                                         | 23–2–1 | Samuel Amoako              | 22 de enero de 2016     | UD 6        | 3:00   | PA Sheet Metal Workers Hall, Philadelphia          |                                                  |
| G                                         | 22–2–1 | Brandon Bennett            | 28 de agosto de 2015    | UD 10       | 3:00   | Walter E. Washington Convention Center, Washington |                                                  |
| D                                         | 21–2–1 | Darleys Perez              | 9 de enero de 2015      | UD 12       | 3:00   | Chumash Casino, Santa Ynez                         |                                                  |
| G                                         | 21–1–1 | Art Hovhannisyan           | 11 de julio de 2014     | SD 10       | 3:00   | Little Creek Casino Resort, Shelton                |                                                  |
| A                                         | 20–1–1 | Jorge Luis Rodríguez       | 19 de octubre de 2013   | NC 3(10)    | 2:40   | Coliseo Miguel Grau, Callao, Perú                  |                                                  |
| G                                         | 20–1   | José Alejandro Rodríguez   | 17 de agosto de 2013    | KO 10(12)   | 0:22   | Revel Resort, Atlantic City, New Jersey, USA       |                                                  |
| D                                         | 19-1   | Rustam Nugaev              | 5 de abril de 2013      | KO 8(12)    | 2:03   | California, Estados Unidos                         | Por el título Ligero USBA                        |
| G                                         | 19-0   | Tyler Ziolkowski           | 26 de enero de 2013     | TKO 2 (6)   | 1:51   | Misisipi, Estados Unidos                           |                                                  |
| G                                         | 18-0   | Wilfredo Acuña             | 10 de agosto de 2012    | UD 6 (6)    | 3:00   | California, Estados Unidos                         |                                                  |
| G                                         | 17-0   | Daniel Attah               | 20 de julio de 2012     | TKO 3 (8)   | 1:47   | California, Estados Unidos                         |                                                  |
| G                                         | 16-0   | Fernando Angulo            | 19 de mayo de 2012      | UD 9 (9)    | 3:00   | Lima, Perú                                         | Ganó título vacante Ligero de la WBA Fedecentro. |
| G                                         | 15-0   | Leonardo Esteban González  | 16 de abril de 2011     | TKO 9 (10)  | 1:29   | Lima, Perú                                         |                                                  |
| G                                         | 14-0   | Oscar Cuero                | 16 de octubre de 2010   | UD 10 (10)  | 3:00   | Nueva Jersey, Estados Unidos                       |                                                  |
| G                                         | 13-0   | Alberto Leopoldo Santillan | 26 de junio de 2010     | UD 10 (10)  | 3:00   | Lima, Perú                                         |                                                  |
| G                                         | 12-0   | Víctor Julio Salgado       | 27 de febrero de 2010   | KO 1 (10)   | 1:41   | Lima, Perú                                         | Ganó títuloCMB Latino.                           |
| G                                         | 11-0   | Miguel Leonardo Cáceres    | 5 de septiembre de 2009 | UD 10 (10)  | 3:00   | Lima, Perú                                         | Ganó el título vacante Ligero del CMB Latino.    |
| G                                         | 10-0   | Javier Gallegos            | 20 de junio de 2009     | UD 10 (10)  | 3:00   | Lima, Perú                                         |                                                  |
| G                                         | 9-0    | Daniel Montoya             | 28 de mayo de 2009      | TKO 8 (10)  | 2:00   | Lima, Perú                                         |                                                  |
| G                                         | 8-0    | Jesús Camacho              | 20 de marzo de 2009     | KO 2 (10)   | 0:50   | Lima, Perú                                         |                                                  |
| G                                         | 7-0    | Antonio Sánchez            | 15 de noviembre de 2008 | KO 1 (10)   | 0:35   | Huancayo, Perú                                     |                                                  |
| G                                         | 6-0    | Gerardo Bermeo             | 21 de junio de 2007     | TKO 4 (8)   | 1:31   | Nueva York, Estados Unidos                         |                                                  |
| G                                         | 5-0    | Jesús Robladillo           | 25 de julio de 2006     | TKO 2 (6)   | 1:25   | Lima, Perú                                         |                                                  |
| G                                         | 4-0    | Luis Paredes               | 18 de mayo de 2006      | UD 6 (6)    | 3:00   | Lima, Perú                                         |                                                  |
| G                                         | 3-0    | Richard Núñez              | 2 de marzo de 2006      | KO 1 (6)    | 2:15   | Lima, Perú                                         |                                                  |
| G                                         | 2-0    | Luis A. Gutiérrez          | 17 de diciembre de 2005 | TKO 4 (4)   | 1:30   | Lima, Perú                                         |                                                  |
| G                                         | 1-0    | Luis Noe                   | 1 de abril de 2005      | UD 4 (4)    | 3:00   | Lima, Perú                                         | Debut Profesional.                               |

## Otras actividades
Maicelo concursó en la primera temporada del reality show de baile El gran show (2010), conducido por Gisela Valcárcel. Fue eliminado en la semifinal, obteniendo el 4° puesto.